# Huancavelica
Huancavelica est une ville du Pérou. C'est la capitale de la région de Huancavelica.

## Histoire
La ville est fondée le 5 août 1572 par le vice-roi du Pérou Francisco de Toledo.